# Лауреати академічних нагород Академії наук вищої школи України
Лауреати академічних нагород Академії наук вищої школи України

## 2007
Нагорода Володимира Великого
Не присуджувалася

### Нагорода Ярослава Мудрого
- Барна Микола Миколайович
- Гончарук Яків Андрійович
- Гринкевич Володимир Олександрович
- Зайченко Юрій Петрович
- Костишин Степан Степанович
- Кузьменко Василь Іванович
- Міленін Андрій Анатолійович
- Новикова Марина Олексіївна
- Стріха Максим Віталійович

## 2006

### Нагорода Володимира Великого
- Артемчук Галік Ісакович
- Кононенко Петро Петрович
- Ніколаєнко Станіслав Миколайович

### Нагорода Ярослава Мудрого
- Анісімов Анатолій Васильович
- Гладких Володимир Андрійович
- Гудивок Петро Михайлович
- Демчик Михайло Васильович
- Калуєв Алан Валерійович
- Климко Григорій Никифорович
- Кострін Сергій Олексійович
- Макарчик Микола Юхимович
- Мірошниченко Микола Степанович
- Овчарук Анатолій Миколайович
- Прилуцький Юрій Іванович
- Пройдак Юрій Сергійович
- Тишко Федір Олексійович

## 2005

### Нагорода Володимира Великого
- Ситник Костянтин Меркурійович

### Нагорода Ярослава Мудрого
- Бейко Іван Васильович
- Бойко Анатолій Леонідович
- Будзенівська Ірина Геннадіївна
- Зорівчак Роксоляна Петрівна
- Іващенко Валерій Петрович
- Матковський Орест Іллярович
- Патика Володимир Пилипович
- Перестюк Микола Олексійович
- Поліщук Валерій Петрович
- Терещенко Василь Степанович
- Чумаченко Володимир Юхимович
- Шимон Людвик Людвикович
- Яблонський Валентин Андрійович

## 2004

### Нагорода Володимира Великого
- Стріха Віталій Іларіонович (посмертно)

### Нагорода Ярослава Мудрого
Не присуджувалася

## 2003
Нагороди не присуджувалися

## 2002

### Нагорода Володимира Великого
- Курако Юрій Львович

### Нагорода Ярослава Мудрого
- Большаков Володимир Іванович
- Даценко Ірина Іванівна
- Загнітко Анатолій Панасович
- Каліущенко Володимир Дмитрович
- Панчук Май Іванович
- Погрібний Анатолій Григорович
- Різун Володимир Володимирович
- Туманов Віктор Андрійович
- Філіпченко Антон Сергійович

## 2001

### Нагорода Володимира Великого
- Мовчан Павло Михайлович

### Нагорода Ярослава Мудрого
- Андрущенко Віктор Петрович
- Ванханен Вільям Давидович
- Васильєвих Леонід Аркадійович
- Винокур Іон Срульович
- Гасик Михайло Іванович
- Запаско Яким Прохорович
- Калакура Ярослав Степанович
- Надольний Іван Федотович
- Ніколайчук Віталій Іванович
- Старикова Олена Миколаївна
- Ступін Олександр Борисович

## 2000

### Нагорода Володимира Великого
- Поляков Микола Вікторович

### Нагорода Ярослава Мудрого
- Астрелін Ігор Михайлович
- Білоус Василь Іванович
- Грищак Віктор Захарович
- Жупанський Ярослав Іванович
- Лазня Ігор Вікторович
- Наконечний Олександр Григорович
- Пилипчик Олег Ярославович
- Ситенко Олексій Григорович
- Цапко Валерій Костянтинович
- Чередниченко Олександр Іванович

## 1999

### Нагорода Володимира Великого
- Євтушенко Станіслав Костянтинович

- Жежеленко Ігор Володимирович

### Нагорода Ярослава Мудрого
- Вірченко Ніна Опанасівна
- Губинський Володимир Йосипович
- Ляшенко Ігор Миколайович
- Поліщук Віктор Петрович
- Ятель Георгій Прокопович
- Яцимірський Віталій Костянтинович

## 1998

### Нагорода Володимира Великого
- Влох Орест Григорович
- Мощич Петро Степанович

### Нагорода Ярослава Мудрого
- Вінніков Альберт Іванович
- Горохов Євген Васильович
- Губенко Світлана Іванівна
- Зименковський Борис Семенович
- Зінченко Олександр Іванович
- Коноваленко Ольга Степанівна
- Майборода Василь Каленикович
- Москаленко Анатолій Захарович
- Никула Тарас Денисович
- Пістун Микола Данилович
- Слюсаренко Анатолій Гнатович
- Цимбалюк Віталій Іванович

## 1997

### Нагорода Володимира Великого
- Таран-Жовнір Юрій Миколайович

### Нагорода Ярослава Мудрого
- Андрейчин Михайло Антонович
- Вакуленко Олег Васильович
- Влох Ірина Йосипівна
- Данченко Валентин Миколайович
- Дробноход Микола Іванович
- Євтушенко Станіслав Костянтинович
- Луговий Володимир Іларіонович
- Мороз Олександра Мирославівна
- Олексеюк Іван Дмитрович
- Острик Петро Миколайович
- Попов Микола Васильович
- Слітенко Аркадій Федорович
- Шаблій Олег Іванович

## 1996

### Нагорода Володимира Великого
- Бородатий Василь Порфирійович
- Мельничук Дмитро Олексійович

### Нагорода Ярослава Мудрого
- Александров Євген Євгенович
- Ангельський Олег В'ячеславович
- Баранник Дмитро Харитонович
- Бойченко Борис Михайлович
- Величко Олександр Григорович
- Гирін Віталій Миколайович
- Горовий Анатолій Федорович
- Жежеленко Ігор Володимирович
- Жимела Григорій Пимонович
- Зарицький Петро Васильович
- Корнійчук Людмила Яківна
- Михайленко Всеволод Євдокимович
- Панов Борис Семенович
- Сайко Віктор Федорович
- Сіпатий Віталій Іванович
- Титаренко Наталія Олексіївна

## 1995

### Нагорода Володимира Великого
- Драч Іван Федорович
- Гончарук Євген Гнатович

### Нагорода Ярослава Мудрого
- Алексюк Анатолій Миколайович
- Анісімов Володимир Владиславович
- Бойко Віталій Іванович
- Ґудзь Володимир Павлович
- Добровольський Валентин Миколайович
- Качкан Володимир Атаназійович
- Кирилюк Віктор Павлович
- Мусієнко Микола Миколайович
- Оканенко Олександр Аркадійович
- Романовський Георгій Федорович
- Сіворонов Альберт Олексійович
- Стріха Віталій Іларіонович
- Таран Наталія Юріївна
- Чалий Олександр Васильович
- Чекман Іван Сергійович
- Шеховцов Анатолій Федорович

## 1994

### Нагорода Володимира Великого
- Гончар Олесь Терентійович
- Скопенко Віктор Васильович

### Нагорода Ярослава Мудрого
- Алексєєва Олена Семенівна
- Бердишев Геннадій Дмитрович
- Білоус Віталій Михайлович
- Ганджа Ігор Михайлович
- Ільницький Іван Григорович
- Кононенко Петро Петрович
- Мощич Петро Степанович
- Таран-Жовнір Юрій Миколайович
- Федорченко Адольф Михайлович
- Храпунов Сергій Михайлович
- Шаповалов Володимир Іванович
- Шищенко Петро Григорович
- Юрченко Олександр Григорович